# Platylister algiricus
Platylister algiricus är en skalbaggsart som först beskrevs av Lucas 1849.  Platylister algiricus ingår i släktet Platylister och familjen stumpbaggar. Inga underarter finns listade i Catalogue of Life.